# Aliso Viejo
Aliso Viejo är en stad (city) i Orange County i delstaten Kalifornien i USA. Enligt United States Census Bureau har staden en folkmängd på 48 549 invånare (2011) och en landarea på 19,4 km².